# Live CNN Brasil
Live CNN é um programa jornalístico produzido e exibido pela CNN Brasil. Exibido diariamente, traz as notícias do momento no Brasil e no mundo, trazendo os destaques da política, economia, esportes e comportamento.

## Histórico
O jornalístico estreou em 16 de março de 2020 sob o comando de Mari Palma e Phelipe Siani.
Em 29 de junho de 2020, Palma deixou o programa para se dedicar ao talk show CNN Tonight, sendo substituída por Marcela Rahal.
Em 21 de janeiro de 2021, Daniel Adjuto assumiu a bancada do Live CNN, substituindo Phelipe Siani, função que ele já havia exercido em férias do colega e feriados, dividindo a bancada com Marcela Rahal. Adjuto foi demitido da emissora em 19 de setembro de 2022 sendo substituído por Evandro Cini.
Em dezembro de 2022, é anunciada uma série de reformulações e demissões na CNN Brasil. Marcela Rahal e Evandro Cini são demitidos do canal, Evandro Cini seria demitido dias depois, na última semana do mês, pois estava de férias.
Elisa Veeck assumiu o comando do jornal, agora como única âncora.
Na semana seguinte, o Live CNN passou a ser transmitido também no fim de semana, no mesmo horário, com apresentadores plantonistas no comando em substituição aos programas CNN Sábado e CNN Domingo, que foram encerrados, uma vez que criados durante a pandemia de coronavírus para manter a programação inédita da CNN no fim de semana. Estas edições de sábado e domingo do telejornal foram exibidas pela última vez em setembro de 2023, quando deram lugar a uma nova versão do Agora CNN a partir do dia 30 desse mês.